# Eurohippus
L'euroippo (gen. Eurohippus) è un mammifero erbivoro estinto, appartenente ai perissodattili. Visse nell'Eocene medio (Luteziano, circa 48 - 41 milioni di anni fa) e i suoi resti fossili sono stati ritrovati in Europa.

## Descrizione
Questo animale era di piccole dimensioni e doveva vagamente ricordare, sia come morfologia che come dimensioni, gli attuali cefalofi. Era più piccolo dell'assai simile Propalaeotherium e più grande di Lophiotherium. Il cranio era lungo circa 13-16 centimetri e a forma di cuneo. Le zampe erano lunghe e snelle. La dentatura era di tipo bunolofodonte; le due specie di Eurohippus si differenziavano, tra l'altro, per dettagli della dentatura: in E. messelensis il mesostilo nei molari superiori era poco pronunciato, mentre in E. parvulus era più sviluppato; i premolari, inoltre, non erano molarizzati. Eurohippus possedeva quattro dita negli arti anteriori e tre nei posteriori.

## Classificazione
Il genere Eurohippus venne istituito nel 2006, per accogliere alcune forme di mammiferi simili a equidi, in precedenza attribuiti ai generi Lophiotherium e Propalaeotherium. Di Eurohippus si conoscono due specie, E. messelensis ed E. parvulus, che inizialmente furono considerate due sottospecie di un'unica forma (E. parvulus). 

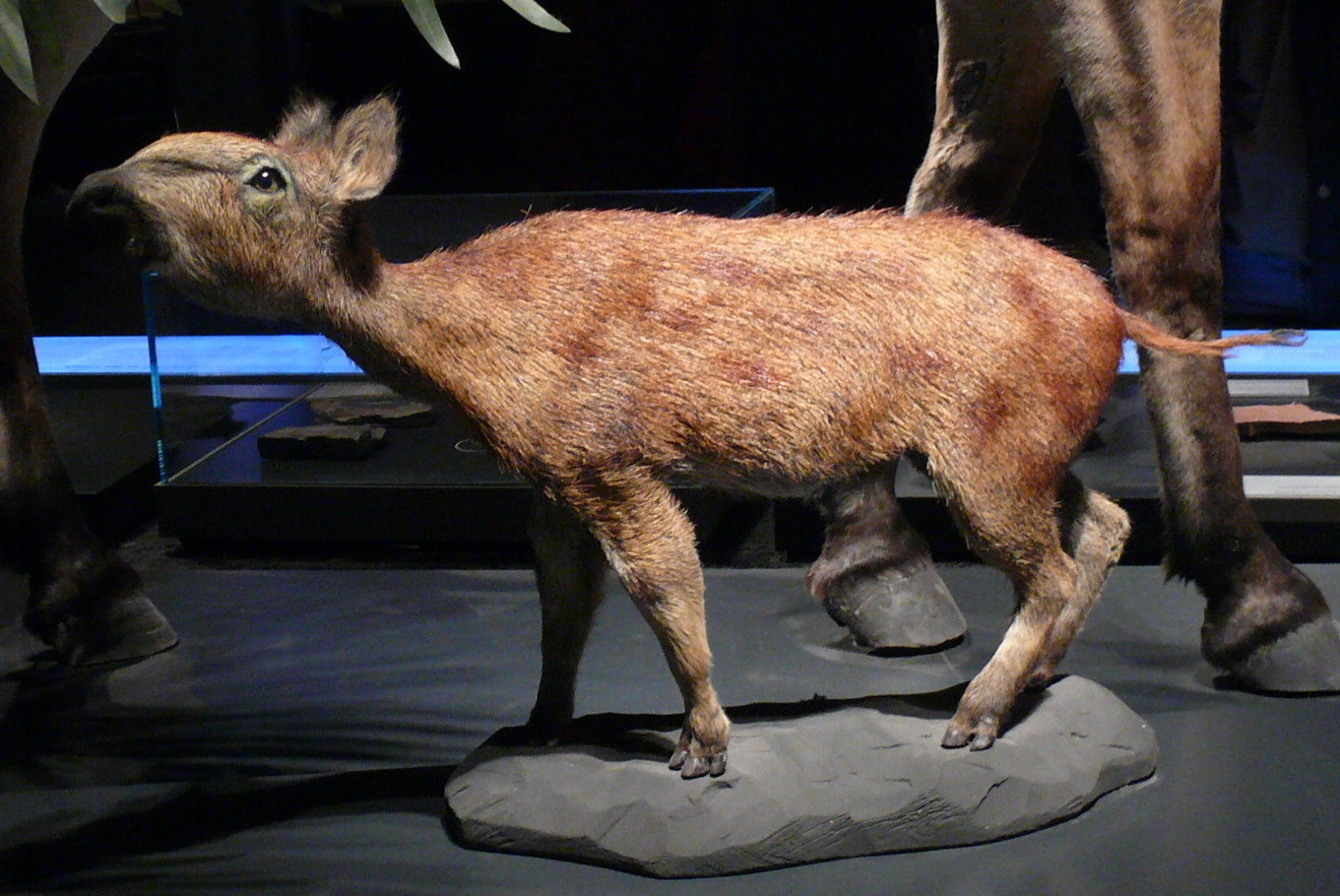
Modello di Eurohippus parvulus

Eurohippus fa parte di una radiazione di equoidi primitivi, non ascrivibili direttamente alla famiglia Equidae, ma posta alla base di essa. I fossili di Eurohippus sono stati ritrovati in Germania, soprattutto nel ben noto giacimento di Messel, e in Francia.

## Paleobiologia
Un esemplare di Eurohippus messelensis  conserva un feto all'interno, come anche parti dell'utero e dei relativi tessuti. Esso dimostra che la riproduzione nei primi cavalli era molto simile a quella dei cavalli moderni, nonostante le grandi differenze di dimensioni e di struttura.

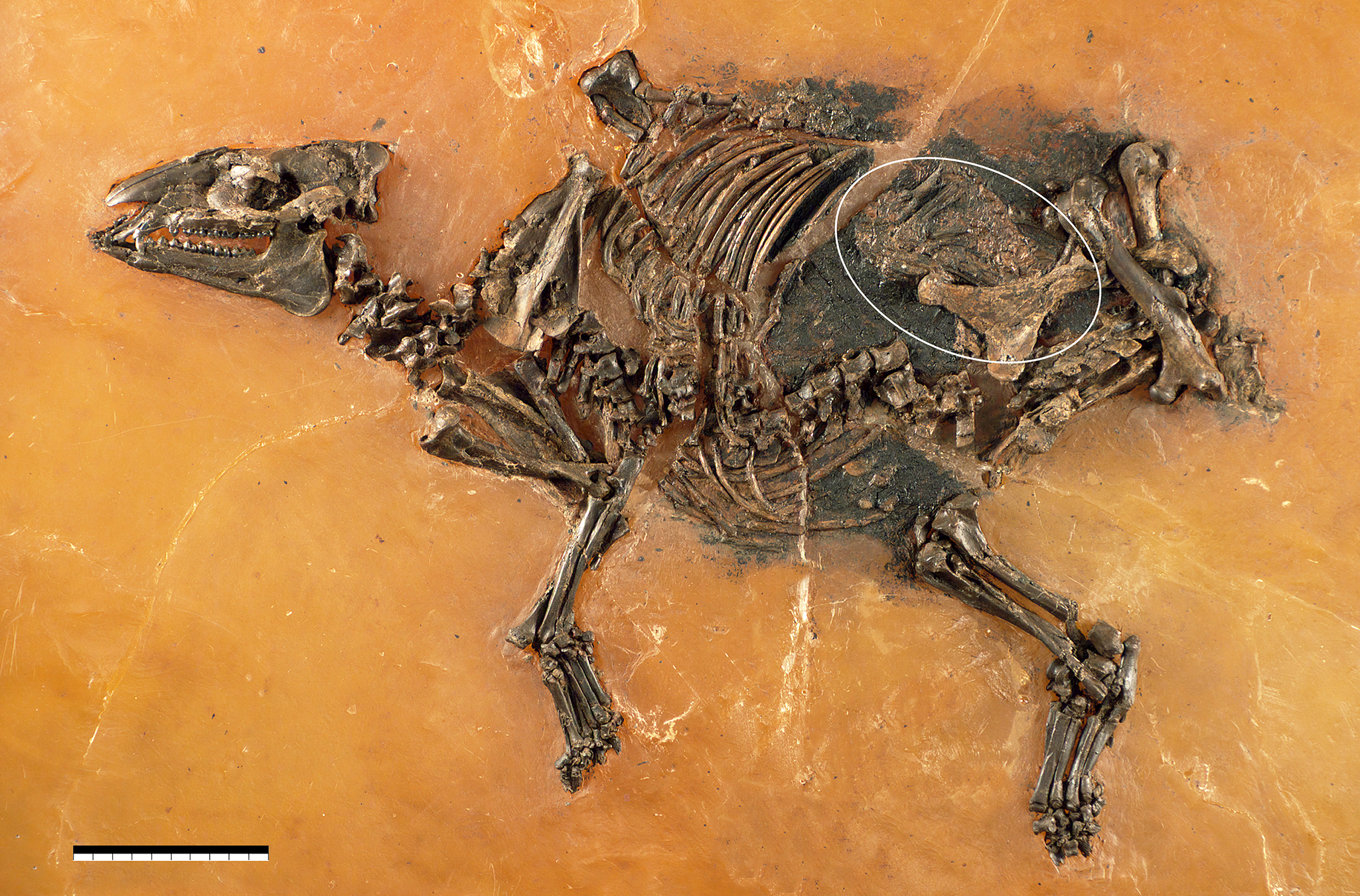
Esemplare di E. messelensis con all'interno i resti di un feto

L'esemplare è stato scoperto da un team dell'Istituto di ricerca Senckenberg all'inizio degli anni 2000, ma la sua importanza non è stato pienamente compresa fino a quando non è stato studiato utilizzando micro raggi-x. L'analisi micro radiografica ha rivelato una struttura nota come legamento largo che collega l'utero alla spina dorsale e contribuisce a sostenere il puledro nello sviluppo. Dopo la preparazione dell'esemplare, sono risultati visibili i resti della parete uterina esterna rugosa, una caratteristica condivisa tra Eurohippus e i cavalli moderni. La placenta in questo esemplare è solo la seconda descritta per un mammifero placentale fossile.
Le dimensioni del feto e la presenza di denti da latte completamente sviluppati indicano che la madre era al termine della gravidanza al momento della morte. Tuttavia, la sua posizione nell'utero indica che i due non sono morti durante il processo di nascita. Il feto era a testa in giù, e non a destra verso l'alto, e le zampe anteriori non erano ancora estese come avrebbero dovuto essere appena prima della nascita (Franzen et al., 2015).